# I’ll Take Care of You
I’ll Take Care of You (с англ. — «Я буду заботиться о тебе») — четвёртый сольный альбом американского рок-музыканта Марка Ланегана, изданный в 1999 году.

## Информация об альбоме
I’ll Take Care of You является первым альбомом Ланегана, который состоит полностью из каверов. Музыкант интерпретирует песни довольно широкого круга авторов, в том числе Тима Роуза, Бака Оуэнса и Тима Хардина. I’ll Take Care of You также включает народную «Little Sadie». Пожалуй самой трогательной песней на альбоме является «Carry Home», написанная Джеффри Ли Пирсом из The Gun Club (также на следующем альбоме Марка выходит песня «Kimiko’s Dream House», написанная совместно с Пирсом). Альбом получил широкое признание, например журнал NME описал I’ll Take Care of You как «его [Ланегана] лучшую, самую нежно-поставленную работу на сегодняшний день», а Pitchfork Media отметил, что «Ланеган сумел поднять вечные темы, которые держат вместе лоскутное одеяло американской музыки. И это, конечно, стоит рассмотреть».

## Список композиций
| #   | Название                     | Продолжительность | Автор(ы)                   |
| --- | ---------------------------- | ----------------- | -------------------------- |
| 1.  | Carry Home                   | 3:00              | Джеффри Ли Пирс            |
| 2.  | I’ll Take Care of You        | 2:50              | Брук Бентон                |
| 3.  | Shiloh Town                  | 3:22              | Тим Хардин                 |
| 4.  | Creeping Coastline of Lights | 3:20              | Группа The Leaving Trains  |
| 5.  | Badi-Da                      | 3:21              | Фрэд Нил                   |
| 6.  | Consider Me                  | 3:49              | Эдди Флойд, Букер Т. Джонс |
| 7.  | On Jesus’ Program            | 2:45              | О. В. Райт                 |
| 8.  | Little Sadie                 | 3:23              | Народная                   |
| 9.  | Together Again               | 2:34              | Бак Оуэнс                  |
| 10. | Shanty Man’s Life            | 3:12              | Стивен Харрисон Паулус     |
| 11. | Boogie Boogie                | 2:04              | Тим Роуз                   |

## Участники записи
- Марк Ланеган — вокал
- Майк Джонсон — гитара
- Стив Берлин — орган, флейта, фортепиано
- Ван Коннер — бас-гитара
- Марк Бокуист — ударные
- Мартин Фивйер — орган, перкуссия, фортепиано
- Марк Хойт — акустическая гитара, электрогитара, бэк-вокал
- Дэвид Крюгер — скрипка
- Берретт Мартин — перкуссия, вибрафон
- Марк Пикерел — ударные
- Бэн Шеферд — бас-гитара